# 12e étape du Tour de France 2007
Pour un article plus général, voir Tour de France 2007.
La 12e étape du Tour de France 2007 a lieu le 20 juillet. Le parcours de 179 kilomètres relie Montpellier à Castres.

## Profil de l'étape
Les coureurs partent donc de Montpellier dans l'Hérault et se dirigent plein ouest. Au kilomètre 27,5, ils gravissent la côte de Cantagal de catégorie 4 dont la montée est longue de 1,6 km pour 4,3 %, ensuite, au 58e km, c'est la côte du Mas-Rouet toujours de catégorie 4 longue de 2,4 km à 4,3 % qu'il faut gravir précédé par un long faux-plat montant. Après une courte descente, le col du Buis encore de catégorie 4 long de 2,6 km à 4,8 % est franchi au kilomètre 74,5, cela avant de passer le premier sprint de bonification au kilomètre 81,5 qui est celui de Hérépian, le second sprint intermédiaire est celui d'Olargues au 101e km, placé juste avant le ravitaillement au 102e km.
Au kilomètre 130,5 se situe le sommet de la montée de la Jeante de 10,4 km de long à 6,1 % qui culmine à 958 m d'altitude, et après ce sommet, les coureurs roulent sur le plateau des monts de Lacaune et entrent dans le département du Tarn. Dans la longue descente, ils traversent Noailhac, Valdurenque, Lagarrigue et enfin Castres où a été placée l'arrivée.

## Communes traversées

### Hérault(34)
Montpellier,
Lavérune,
Pignan,
Cournonterral,
Cournonsec,
Montbazin,
Villeveyrac,
Plaissan,
Canet,
Clermont-l'Hérault,
Valmascle,
Pézènes-les-Mines,
Bédarieux,
Hérépian,
Lamalou-les-Bains,
Le Poujol-sur-Orb,
Colombières-sur-Orb,
Saint-Martin-de-l'Arçon,
Olargues,
Saint-Étienne-d'Albagnan,
Prémian,
Riols,
Saint-Pons-de-Thomières.

### Tarn(81)
Anglès,
Le Bez,
Boissezon,
Noailhac,
Valdurenque,
Lagarrigue,
Castres.

## Récit
Le départ fictif a été donné à 12h46 et celui réel à 12h58 pour les 168 coureurs au départ ce matin.
Dans le premier kilomètre, Sylvain Chavanel ( France, Cofidis) et Fabian Wegmann ( Allemagne, Gerolsteiner) sortent du peloton, ils sont rapidement suivis par Axel Merckx ( Belgique, T-Mobile), Inaki Isasi ( Espagne, Euskaltel-Euskadi), Juan Manuel Gárate ( Espagne, Quick Step-Innergetic), Ralf Grabsch ( Allemagne, Team Milram), Daniel Navarro ( Italie, Astana) et Félix Cardenas ( Colombie, Barloworld). À 13h12, ils ont 25 secondes d'avance. À l'arrière, Alberto Ongarato ( Italie, Team Milram) blessé à l'épaule abandonne le Tour. Au kilomètre 17, à 13h20, le groupe est rejoint par le peloton.
Bernhard Eisel ( Autriche, T-Mobile), Francisco Perez Sanchez ( Espagne, Caisse d'Épargne), Juan Manuel Gárate ( Espagne, Quick Step-Innergetic) et Cristian Moreni ( Italie, Cofidis) tentent de s'échapper 4 minutes après le regroupement mais sont repris 3 minutes plus tard au kilomètre 22.
Au sommet de la côte de Cantagal, le peloton groupé passe avec Gilbert, Millar et Sheirlinckx aux premières places.
Alessandro Ballan ( Italie, Lampre-Fondital), Laurent Lefèvre ( France, Bouygues Télécom), Moises Duenas Nevado ( Espagne, Agritubel), Staf Scheirlinckx ( Belgique, Cofidis), Manuel Beltrán ( Espagne, Liquigas), Matteo Tosatto ( Italie, Quick Step-Innergetic) et David Millar ( Royaume-Uni, Saunier Duval-Prodir) attaquent au 32e kilomètre mais sont repris 17 minutes plus tard.
Dans la première heure de course, 43,4 kilomètres ont été parcourus par le peloton, l'allure est donc moins rapide qu'hier même si elle est toujours assez vive.
Au 57e km, Amets Txurruka ( Espagne, Euskaltel-Euskadi) et Pierrick Fédrigo ( France, Bouygues Télécom) attaquent, des contre-attaques sont lancées mais sans succès. À 14h26, ils ont quarante secondes d'avance, à 14h57, au col du Buis, Txurruka passe devant Fédrigo. La contre-attaque de Burghardt ne paye pas qu'il est encore à 6’25’’ et l'écart avec le peloton est de 8’35’’. L'allure est beaucoup plus raisonnable qu'hier puisque seuls 39 km ont été parcourus par les hommes de tête durant la seconde heure de course, la vitesse moyenne s'établit à 41,2 km/h. Au sprint intermédiaire de Hérépian, au kilomètre 81,5, Fédrigo passe devant Txurruka et Burghardt a toujours 6’40’’ de retard tandis que le peloton passe à 11’30’’ des hommes de tête.
L'équipe Liquigas se porte à l'avant du peloton et au sprint d'Olargues au 101e km, alors que Fédrigo et Txurruka perdent 1 minute sur Burghardt, ils perdent le triple sur le peloton qui pointe désormais à 8’30’’.
Au 113e km, Burghardt est rattrapé par le peloton. Durant la troisième heure, 37,9 kilomètres ont été parcourus par les hommes de tête, la vitesse moyenne depuis le départ est de 40,1 km/h.
Au sommet de la montée de la Jeante, Txurruca qui a fait l'essentiel de la montée en tête passe devant Fedrigo et le peloton pointe maintenant à 4’55’’. De nombreux coureurs ont été quelque peu distancés dont le premier Stef Clement (Pays-Bas, Bouygues Télécom) et Francisco Ventoso ( Espagne, Saunier Duval-Prodir) blessé à la main. Juan Miguel Mercado (Espagne, Agritubel) et Fabian Wegmann (Allemagne, Gerolsteiner) chutent aussi dans la montée mais remontent sur leurs vélos.
À vingt-cinq kilomètres de l'arrivée, l'écart n'est plus que de 2’25’’, et il est d'une minute sous la banderole des dix derniers kilomètres. Alors que toutes les équipes de sprinters roulent à l'avant du peloton, il reste 32’’ d'avance à cinq kilomètres de l'arrivée aux deux hommes de tête. Ils sont avalés par le peloton après la flamme rouge du dernier kilomètre.
Lancé par son équipe et surtout par Gert Steegmans, Tom Boonen ( Belgique, Quick Step-Innergetic) place son accélération à 300 m de la ligne d'arrivée en plein milieu de la route, il a une demi-longueur de vélo d'avance sur Erik Zabel et Robert Hunter (cyclisme).
Cent quarante coureurs sont arrivés dans le peloton, cinq arrivent sous la minute de retard, cinq autres avec 2 minutes 54, dix dont l'ancien maillot jaune Fabian Cancellara (Suisse, Team CSC) avec 6 minutes 34, enfin Mercado, Burghardt et Ventoso arrivent avec Krauss à 9 minutes 27 et ferment la marche. Finalement, Stef Clement (Pays-Bas, Bouygues Télécom) arrivera hors délais et sera exclu pour la suite de l'épreuve.

### Conclusion
Après cette étape, Tom Boonen (Belgique, Quick Step-Innergetic) montre qu'il est bien présent dans les sprints pour le classement à points et les équipes de sprinters ont montré qu'elles savaient bien s'entendre pour revenir efficacement sur les échappés. La vitesse moyenne a été aujourd'hui de 40.334 km/h, ce qui est une vitesse moyenne beaucoup plus raisonnable qu'hier.

## Classement de l'étape
| \| Classement de l'étape \| Classement de l'étape \| Classement de l'étape \| Classement de l'étape \| Classement de l'étape \| \| Coureur \| Coureur \| Pays \| Équipe \| Temps \| \| --------------------- \| --------------------- \| --------------------- \| --------------------- \| --------------------- \| \| 1er \| Tom Boonen \| Belgique \| Quick Step-Innergetic \| 4 h 25 min 32 s \| \| 2e \| Erik Zabel \| Allemagne \| Team Milram \| + 0 s \| \| 3e \| Robert Hunter \| Afrique du Sud \| Barloworld \| + 0 s \| \| 4e \| Daniele Bennati \| Italie \| Lampre-Fondital \| + 0 s \| \| 5e \| Thor Hushovd \| Norvège \| Crédit Agricole \| + 0 s \| \| 6e \| Bernhard Eisel \| Autriche \| T-Mobile \| + 0 s \| \| 7e \| Sébastien Chavanel \| France \| La Française des jeux \| + 0 s \| \| 8e \| Nicolas Jalabert \| France \| Agritubel \| + 0 s \| \| 9e \| Robert Förster \| Allemagne \| Gerolsteiner \| + 0 s \| \| 10e \| Andrey Kashechkin \| Kazakhstan \| Astana \| + 0 s \| |                    |                |                       |                 |
| |                    |                |                       |                 |
| |                    |                |                       |                 |
| Classement de l'étape |                    |                |                       |                 |
| Coureur | Coureur            | Pays           | Équipe                | Temps           |
| 1er | Tom Boonen         | Belgique       | Quick Step-Innergetic | 4 h 25 min 32 s |
| 2e | Erik Zabel         | Allemagne      | Team Milram           | + 0 s           |
| 3e | Robert Hunter      | Afrique du Sud | Barloworld            | + 0 s           |
| 4e | Daniele Bennati    | Italie         | Lampre-Fondital       | + 0 s           |
| 5e | Thor Hushovd       | Norvège        | Crédit Agricole       | + 0 s           |
| 6e | Bernhard Eisel     | Autriche       | T-Mobile              | + 0 s           |
| 7e | Sébastien Chavanel | France         | La Française des jeux | + 0 s           |
| 8e | Nicolas Jalabert   | France         | Agritubel             | + 0 s           |
| 9e | Robert Förster     | Allemagne      | Gerolsteiner          | + 0 s           |
| 10e | Andrey Kashechkin  | Kazakhstan     | Astana                | + 0 s           |

## Classement général
L'étape s'étant terminé au sprint, pas de changement au classement général de l'épreuve. Le Danois Michael Rasmussen (Rabobank) porte toujours le maillot jaune de leader devant les deux espagnols Alejandro Valverde (Caisse d'Épargne) et Iban Mayo (Saunier Duval-Prodir).
L'Américain Levi Leipheimer, 8e du classement général, est disqualifié en 2012 pour ses pratiques dopantes entre 1999 et 2007 et apparait donc rayé dans le classement si dessous.
| \| Classement général \| Classement général \| Classement général \| Classement général \| Classement général \| \| Coureur \| Coureur \| Pays \| Équipe \| Temps \| \| ------------------ \| ------------------ \| ------------------ \| -------------------- \| ------------------ \| \| 1er \| Michael Rasmussen \| Danemark \| Rabobank \| 57 h 37 min 10 s \| \| 2e \| Alejandro Valverde \| Espagne \| Caisse d'Épargne \| + 2 min 35 s \| \| 3e \| Iban Mayo \| Espagne \| Saunier Duval-Prodir \| + 2 min 39 s \| \| 4e \| Cadel Evans \| Australie \| Predictor-Lotto \| + 2 min 41 s \| \| 5e \| Alberto Contador \| Espagne \| Discovery Channel \| + 3 min 08 s \| \| 6e \| Carlos Sastre \| Espagne \| CSC \| + 3 min 39 s \| \| 7e \| Andreas Klöden \| Allemagne \| Astana \| + 3 min 50 s \| \| 8e \| Levi Leipheimer \| États-Unis \| Discovery Channel \| DQ \| \| 9e \| Kim Kirchen \| Luxembourg \| T-Mobile \| + 5 min 06 s \| \| 10e \| Mikel Astarloza \| Espagne \| Euskaltel-Euskadi \| + 5 min 20 s \| |                    |            |                      |                  |
| |                    |            |                      |                  |
| |                    |            |                      |                  |
| Classement général |                    |            |                      |                  |
| Coureur | Coureur            | Pays       | Équipe               | Temps            |
| 1er | Michael Rasmussen  | Danemark   | Rabobank             | 57 h 37 min 10 s |
| 2e | Alejandro Valverde | Espagne    | Caisse d'Épargne     | + 2 min 35 s     |
| 3e | Iban Mayo          | Espagne    | Saunier Duval-Prodir | + 2 min 39 s     |
| 4e | Cadel Evans        | Australie  | Predictor-Lotto      | + 2 min 41 s     |
| 5e | Alberto Contador   | Espagne    | Discovery Channel    | + 3 min 08 s     |
| 6e | Carlos Sastre      | Espagne    | CSC                  | + 3 min 39 s     |
| 7e | Andreas Klöden     | Allemagne  | Astana               | + 3 min 50 s     |
| 8e | Levi Leipheimer    | États-Unis | Discovery Channel    | DQ               |
| 9e | Kim Kirchen        | Luxembourg | T-Mobile             | + 5 min 06 s     |
| 10e | Mikel Astarloza    | Espagne    | Euskaltel-Euskadi    | + 5 min 20 s     |

## Classements annexes
| Classement par points | Classement par points | Classement par points | Classement par points | Classement par points |
| Coureur               | Coureur               | Pays                  | Équipe                | Points                |
| --------------------- | --------------------- | --------------------- | --------------------- | --------------------- |
| 1er                   | Tom Boonen            | Belgique              | Quick Step-Innergetic | 195 pts               |
| 2e                    | Robert Hunter         | Afrique du Sud        | Barloworld            | 175 pts               |
| 3e                    | Erik Zabel            | Allemagne             | Team Milram           | 174 pts               |
| 4e                    | Thor Hushovd          | Norvège               | Crédit Agricole       | 132 pts               |
| 5e                    | Sébastien Chavanel    | France                | La Française des jeux | 127 pts               |

| Classement par points | Classement par points | Classement par points | Classement par points | Classement par points |
| Coureur               | Coureur               | Pays                  | Équipe                | Points                |
| --------------------- | --------------------- | --------------------- | --------------------- | --------------------- |
| 1er                   | Tom Boonen            | Belgique              | Quick Step-Innergetic | 195 pts               |
| 2e                    | Robert Hunter         | Afrique du Sud        | Barloworld            | 175 pts               |
| 3e                    | Erik Zabel            | Allemagne             | Team Milram           | 174 pts               |
| 4e                    | Thor Hushovd          | Norvège               | Crédit Agricole       | 132 pts               |
| 5e                    | Sébastien Chavanel    | France                | La Française des jeux | 127 pts               |

| Classement de la montagne | Classement de la montagne | Classement de la montagne | Classement de la montagne | Classement de la montagne |
| Coureur                   | Coureur                   | Pays                      | Équipe                    | Points                    |
| ------------------------- | ------------------------- | ------------------------- | ------------------------- | ------------------------- |
| 1er                       | Michael Rasmussen         | Danemark                  | Rabobank                  | 98 pts                    |
| 2e                        | Mauricio Soler            | Colombie                  | Barloworld                | 89 pts                    |
| 3e                        | Yaroslav Popovych         | Ukraine                   | Discovery Channel         | 86 pts                    |
| 4e                        | Mikel Astarloza           | Espagne                   | Euskaltel-Euskadi         | 51 pts                    |
| 5e                        | Laurent Lefèvre           | France                    | Bouygues Telecom          | 50 pts                    |

| Classement de la montagne | Classement de la montagne | Classement de la montagne | Classement de la montagne | Classement de la montagne |
| Coureur                   | Coureur                   | Pays                      | Équipe                    | Points                    |
| ------------------------- | ------------------------- | ------------------------- | ------------------------- | ------------------------- |
| 1er                       | Michael Rasmussen         | Danemark                  | Rabobank                  | 98 pts                    |
| 2e                        | Mauricio Soler            | Colombie                  | Barloworld                | 89 pts                    |
| 3e                        | Yaroslav Popovych         | Ukraine                   | Discovery Channel         | 86 pts                    |
| 4e                        | Mikel Astarloza           | Espagne                   | Euskaltel-Euskadi         | 51 pts                    |
| 5e                        | Laurent Lefèvre           | France                    | Bouygues Telecom          | 50 pts                    |

| Classement du meilleur jeune | Classement du meilleur jeune | Classement du meilleur jeune | Classement du meilleur jeune | Classement du meilleur jeune |
| Coureur                      | Coureur                      | Pays                         | Équipe                       | Temps                        |
| ---------------------------- | ---------------------------- | ---------------------------- | ---------------------------- | ---------------------------- |
| 1er                          | Alberto Contador             | Espagne                      | Discovery Channel            | 57 h 40 min 18 s             |
| 2e                           | Linus Gerdemann              | Allemagne                    | T-Mobile                     | + 3 min 37 s                 |
| 3e                           | Mauricio Soler               | Colombie                     | Barloworld                   | + 3 min 41 s                 |
| 4e                           | Kanstantsin Siutsou          | Biélorussie                  | Barloworld                   | + 5 min 52 s                 |
| 5e                           | Vladimir Gusev               | Russie                       | Discovery Channel            | + 12 min 41 s                |

| Classement du meilleur jeune | Classement du meilleur jeune | Classement du meilleur jeune | Classement du meilleur jeune | Classement du meilleur jeune |
| Coureur                      | Coureur                      | Pays                         | Équipe                       | Temps                        |
| ---------------------------- | ---------------------------- | ---------------------------- | ---------------------------- | ---------------------------- |
| 1er                          | Alberto Contador             | Espagne                      | Discovery Channel            | 57 h 40 min 18 s             |
| 2e                           | Linus Gerdemann              | Allemagne                    | T-Mobile                     | + 3 min 37 s                 |
| 3e                           | Mauricio Soler               | Colombie                     | Barloworld                   | + 3 min 41 s                 |
| 4e                           | Kanstantsin Siutsou          | Biélorussie                  | Barloworld                   | + 5 min 52 s                 |
| 5e                           | Vladimir Gusev               | Russie                       | Discovery Channel            | + 12 min 41 s                |

| Classement par équipes | Classement par équipes | Classement par équipes | Classement par équipes |
| Équipe                 | Équipe                 | Pays                   | Temps                  |
| ---------------------- | ---------------------- | ---------------------- | ---------------------- |
| 1re                    | CSC                    | Danemark               | 173 h 00 min 55 s      |
| 2e                     | Caisse d'Épargne       | Espagne                | + 5 min 02 s           |
| 3e                     | Discovery Channel      | États-Unis             | + 5 min 08 s           |
| 4e                     | Rabobank               | Pays-Bas               | + 5 min 19 s           |
| 5e                     | Astana                 | Suisse                 | + 8 min 04 s           |

| Classement par équipes | Classement par équipes | Classement par équipes | Classement par équipes |
| Équipe                 | Équipe                 | Pays                   | Temps                  |
| ---------------------- | ---------------------- | ---------------------- | ---------------------- |
| 1re                    | CSC                    | Danemark               | 173 h 00 min 55 s      |
| 2e                     | Caisse d'Épargne       | Espagne                | + 5 min 02 s           |
| 3e                     | Discovery Channel      | États-Unis             | + 5 min 08 s           |
| 4e                     | Rabobank               | Pays-Bas               | + 5 min 19 s           |
| 5e                     | Astana                 | Suisse                 | + 8 min 04 s           |

### Combativité
Amets Txurruka